# 霍格華茲的傳承
《霍格華茲的傳承》（中国大陆又译作）是由艾薇嵐奇軟體開發、華納兄弟互動娛樂經由港口鑰遊戲品牌發行的开放世界動作角色扮演遊戲。該遊戲以魔法世界為背景，並基於J·K·羅琳所創作的《哈利波特》系列小說改編，於2023年2月10日在Microsoft Windows、PlayStation 5、Xbox Series X/S上發售。任天堂Switch版本由Shiver Entertainment開發，於2023年11月14日發售。
在發售後《霍格華茲的傳承》獲得了普遍的好評，尤其是戰鬥、世界設計與角色上。在發布之前，由於J·K·羅琳對跨性別者的看法以及該遊戲被質疑存在反猶太主義比喻而成為爭議焦點，導致有些人呼籲抵制該遊戲。

## 劇情
《霍格華茲的傳承》設定於19世紀，玩家可以選擇自己的霍格華茲學院，並在霍格華茲魔法與巫術學院上課。在遊戲中，玩家可以探索《哈利波特》系列小说中的知名地点（如果當時存在），學會施放各種魔法咒語、製作魔法藥水、馴服魔法動物並掌握其他戰鬥能力。

## 發展
《霍格華茲的傳承》目前由艾薇嵐奇軟體開發，該工作室於2017年1月被華納兄弟互動娛樂從迪士尼上收購。同年，華納兄弟成立一個新的發行公司港口鑰遊戲，該公司專門用於管理魔法世界所屬的電子遊戲。本作於2020年9月16日的PlayStation 5發佈會上正式宣佈將於2021年在Microsoft Windows、PlayStation 4、PlayStation 5、Xbox One和Xbox Series X/S上發售，而華納兄弟澄清系列創作者J·K·羅琳並沒有直接參與遊戲的開發。2021年1月，宣佈遊戲延期至2022年發售。
2022年3月18日，於索尼旗下直播節目State of Play上再度發表詳細遊戲內容及遊戲玩法，但仍未發表遊戲的發售日。在直播結束後，於官網上新增任天堂Switch平台發售的消息。2022年8月12日，宣佈遊戲延期至2023年2月10月發售。

## 系统
游戏中霍格華茲魔法與巫術學院有10门必修科目，玩家通关必须修读这些科目，完成相关作业，获得对应魔法与巫术。

### 必修科目
黑魔法防御术
教授抵抗各式黑魔法及危险生物的核心科目。赫卡特教授（拉文克劳学院）
魔法史
供学生学习魔法界历史的科目。宾斯教授
魔咒课
專注於教學生學習各类魔咒的科目。罗南教授（斯莱特林学院）
魔药学
供学生学习调配魔法药剂的科目。夏普教授（斯莱特林学院）
草药学
供学生学习指认与照顾特殊植物的科目。加里克教授（赫奇帕奇学院）
变形学
供学生学习各种变形咒的科目。韦斯莱教授（格兰芬多学院；霍格華茲魔法與巫術學院副校长）
飞行课
古川教授（斯莱特林学院）
天文学
观察天文星象的科目。 萨哈教授
野兽学
供学生学习指认与照顾特殊魔法动物的科目。皓莺教授（赫奇帕奇学院）
占卜学
供学生占卜与预测的科目。欧奈教授

### 可选
黑魔法
可通过特定剧情，学习黑魔法中的三大不可饶恕咒。学生萨鲁（斯莱特林学院）

## 爭議

### 对J.K.罗琳的争议
许多反对J.K.罗琳的人反对《霍格華茲的傳承》以回应罗琳有争议的政治观点，海外LGBTQ實況主發起了針對《哈利波特》原著作者J‧K‧羅琳的遊戲抵制行動，以阻止J.K.罗琳从游戏中获得经济利益。
J‧K‧羅琳在2019年因為一起跨性別訴訟案件發表個人意見，對發表針對跨性別者批評言論而遭到免職的稅務員瑪雅表達支持，進而受到跨性別團體人士的重砲批抨羅琳「恐跨」，該爭議持續延燒至今，令J‧K‧羅琳成為跨性別團體的公敵，而《哈利波特》系列作品也因此受到牽連。Nikatine 的抵制活動獲得許多支持LGBTQ團體的人士支持轉推，更有人開發獵巫網頁工具，讓網友輸入網址即可「稽查」該Twitch實況主是否曾經直播過「那個巫師遊戲」。Nikatine 的抵制活動獲得許多支持LGBTQ團體的人士支持轉推，對抵制人士而言，《霍格華茲的傳承》與《哈利波特》似乎已成為了不可名狀的之事。但是也有一些人认为作品可以和J.K.罗琳本人分开。事實上，早在《霍格華茲的傳承》發售前就已遭到LGBTQ團體的抵制，甚至有「遊玩《霍格華茲的傳承》就等於恐跨」的言論，但也有網友不以為然予以反擊。

### 对首席設計師 Troy Leavitt的争议
2021年2月，Avalanche Software 和《霍格華茲的傳承》首席設計師Troy Leavitt發布的一系列社交媒體帖子和視頻受到了廣泛批評，其中包括表達對文化挪用和玩家门的支持。圍繞他的社交媒體活動引起爭議之後，Leavitt離開了Avalanche Software和本游戏开发項目。但華納兄弟拒絕置評。

## 評價
| 汇总媒体   | 得分                                   |
| ---------- | -------------------------------------- |
| Metacritic | (PC) 83/100 (PS5) 84/100 (XSXS) 88/100 |

| 媒体                  | 得分   |
| --------------------- | ------ |
| Destructoid           | 7/10   |
| Digital Trends        | [ 25 ] |
| Eurogamer             | 8/10   |
| Game Informer         | 9/10   |
| Game Revolution       | 6/10   |
| GamesRadar+           | [ 29 ] |
| GameSpot              | 6/10   |
| IGN                   | 9/10   |
| 新音乐快递            | [ 32 ] |
| PC Gamer美国          | 83/100 |
| PCGamesN              | 7/10   |
| Push Square           | 8/10   |
| 衛報                  | [ 36 ] |
| Video Games Chronicle | [ 37 ] |

## 外部連結
- 官方网站
- 莫比游戏上的《霍格華茲的傳承》（英文）
- 互联网电影数据库（IMDb）上《霍格華茲的傳承》的资料（英文）